# Yankuba Sima
Yankuba Sima Fatty (Gerona, 28 de julio de 1996) es un jugador de baloncesto español que juega en el Valencia Basket de la Liga ACB. Con 2,11 metros de altura, juega en la posición de pívot. Es hermano del también baloncestista Ousman Sima.

## Trayectoria deportiva

### Inicios
Empezó a jugar a baloncesto cuando tenía siete años en el Club Esportiu Santa Eugènia de Ter (CESET) y luego fichó por el Sant Josep, donde estuvo tres o cuatro años. En julio de 2013 ingresó en la Canarias Basketball Academy.

### Estados Unidos
Estudió en el instituto Country Day High School en Jacksonville pero se graduó en el año 2014 en el Elev8 Institute en Delray Beach de Florida. 
A los 18 años entró en la Universidad de St. John's en Nueva York, equipo entrenado por el exNBA Chris Mullin. A finales del año 2016 decide dejar la universidad neoyorkina y ficha por la Universidad de Oklahoma State. En los dos años que jugó para los Red Storm, jugó 35 partidos, con un promedio de 7 puntos y 5 rebotes por partido.

### España
En el verano de 2018, firmó con el ICL Manresa tras volver el conjunto catalán a la Liga Endesa y reforzar al club durante la pretemporada. En octubre de 2018, firmó por el Cafés Candelas Breogán para reforzar al club lucense durante los entrenamientos.
En la temporada 2019-20 el pívot español empezó la temporada con BAXI Manresa pero no consiguió asentarse en la máxima competición nacional habiendo disputado un solo partido durante la primera vuelta de la liga Endesa. En enero de 2020 es cedido al Club Ourense Baloncesto para que siga creciendo en LEB Oro.
En la temporada 2021-22, se proclamó subcampeón de la Basketball Champions League (BCL) con el conjunto manresano, con unas medias de 6 puntos, 4.8 rebotes y 8.3 de valoración. En Liga Endesa promedió 7,4 puntos (53,3% en tiros de 2), 4 rebotes y 8,3 de valoración.

### Italia
El 28 de julio de 2022, firma por el Reyer Venezia Mestre de la Lega Basket Serie A italiana.

### Regreso a España
El 12 de enero de 2023, firma por el Unicaja Málaga de la Liga ACB.
Tras dos temporadas en Málaga, en junio de 2025, firma por el Valencia Basket de la Liga ACB.

## Selección nacional
En noviembre de 2021, con 25 años, debuta con España en la fase de clasificación para el mundial del año 2023 (conocidos como "Ventanas FIBA"). En sus dos primeros partidos como internacional promedió 12,5 puntos y 7,5 rebotes, ganando los dos partidos a Macedonia y Georgia.